# Ettenstatt
Ettenstatt település Németországban, azon belül Bajorországban. Lakosainak száma 864 fő (2023. december 31.). Ettenstatt Weißenburg in Bayern, Pleinfeld, Heideck, Bergen, Burgsalach és Höttingen községekkel határos.

## Népesség
A település népessége az elmúlt években az alábbi módon változott:
| Lakosok száma | 436  | 675  | 678  | 791  | 843  | 846  | 843  | 838  | 875  | 864  |
|               | 1875 | 1950 | 1975 | 1987 | 2012 | 2014 | 2016 | 2017 | 2021 | 2023 |